# Обрад Томић
Обрад Томић (Требиње, 8. април 1993) је босанскохерцеговачки кошаркаш. Игра на позицији центра.

## Клупска каријера
Томић је наступао у Првој лиги Босне и Херцеговине у екипама Зрињског, Младости из Мркоњић Града и Какња.
У јулу 2017. потписао је трогодишњи уговор са Партизаном. Имао је малу минутажу на почетку сезоне 2017/18, а већ у децембру 2017. је завршио сезону због повреде рамена. У јулу 2018. Партизан је раскинуо сарадњу са Томићем. Наредног месеца потписује уговор са екипом Рогашке, али у овом клубу није провео целу сезону јер је већ у фебруару 2019. дошло до споразумног раскида уговора. Неколико дана касније се прикључио екипи Слободе из Тузле са којом је договорио сарадњу до краја сезоне 2018/19. У августу 2019. потписује уговор са бугарским прволигашем, Академик Бултекс из Пловдива.

## Репрезентација
За сениорску репрезентацију Босне и Херцеговине је дебитовао током 2017. године код селектора Душка Вујошевића у претквалификацијама за Светско првенство 2019. у Кини.